# عبد الرزاق العمراني

كتاب اليمنيون في الأردن التاريخ والملامح

كتاب العمل القنصلي في القانون والممارسة - وتطبيقه في الجمهورية اليمنية

عبد الرزاق محمد بن إسماعيل العمراني دبلوماسي يمني، من مواليد 1965 في مدينة صنعاء القديمة.

## مولده وتعليمه
ولد ونشأ في مدينة صنعاء وتعلم في مدارسها، ثم التحق بجامعة صنعاء كلية التجارة والاقتصاد وتخرج منها عام 1988 تخصص إدارة ومحاسبة، فالتحق مباشرة وفي نفس العام بالسلك الدبلوماسي وتدرج فيه خلال (25) عاماً حتى درجة سفير.

### حياته الشخصية
والده هو القاضي العلامة محمد بن إسماعيل العمراني.

## محطات في الوظيفة الدبلوماسية
- سفير في الخارجية اليمنية.
- السفير القائم بالأعمال بالأصالة لدى جمهورية بلغاريا 2015-2019
- نائب مدير عام دائرة التخطيط بوزارة الخارجية 2010-2014
- أستاذ مادة القانون القنصلي بالمعهد الدبلوماسي التابع لوزارة الخارجية 2013
- شغل منصب قنصل الجمهورية اليمنية بالأردن 2007-2010.[1]
- شغل قائمًا بالأعمال بالإنابة بالسفارة اليمنية في براغ ثم نائب السفير 2006-2007.
- مدير إدارة الاتحاد الأوروبي بديوان وزارة الخارجية 2003-2006.
- ابتعث للعمل بسفارة الجمهورية اليمنية لدى جمهورية النمسا الاتحادية 1998-2002
- ابتعث للعمل بسفارة الجمهورية اليمنية لدى جمهورية فرنسا 1990-1994

## مؤلفاته

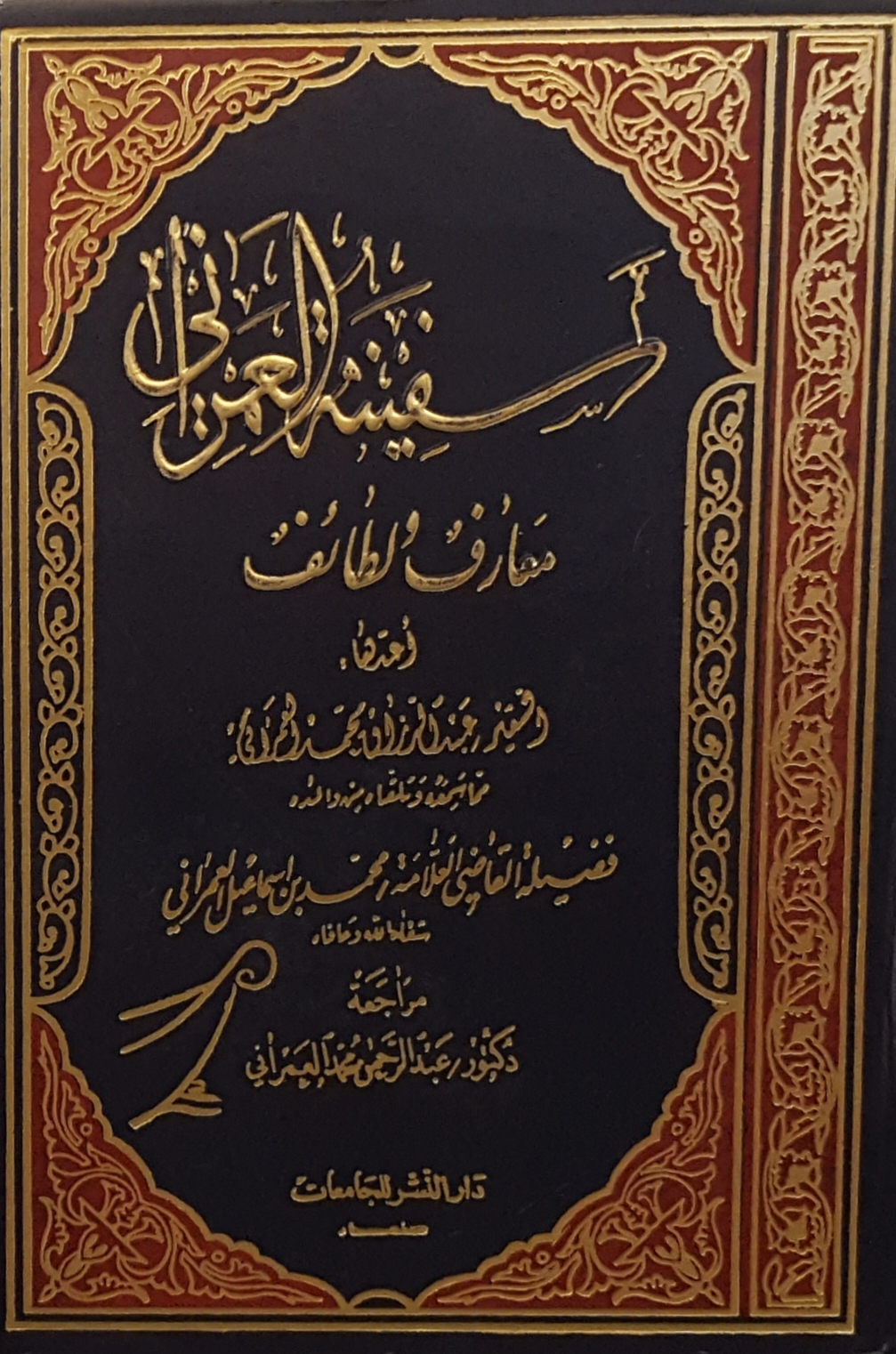
سفينة العمراني - أعدها السفير عبدالرزاق محمد العمراني

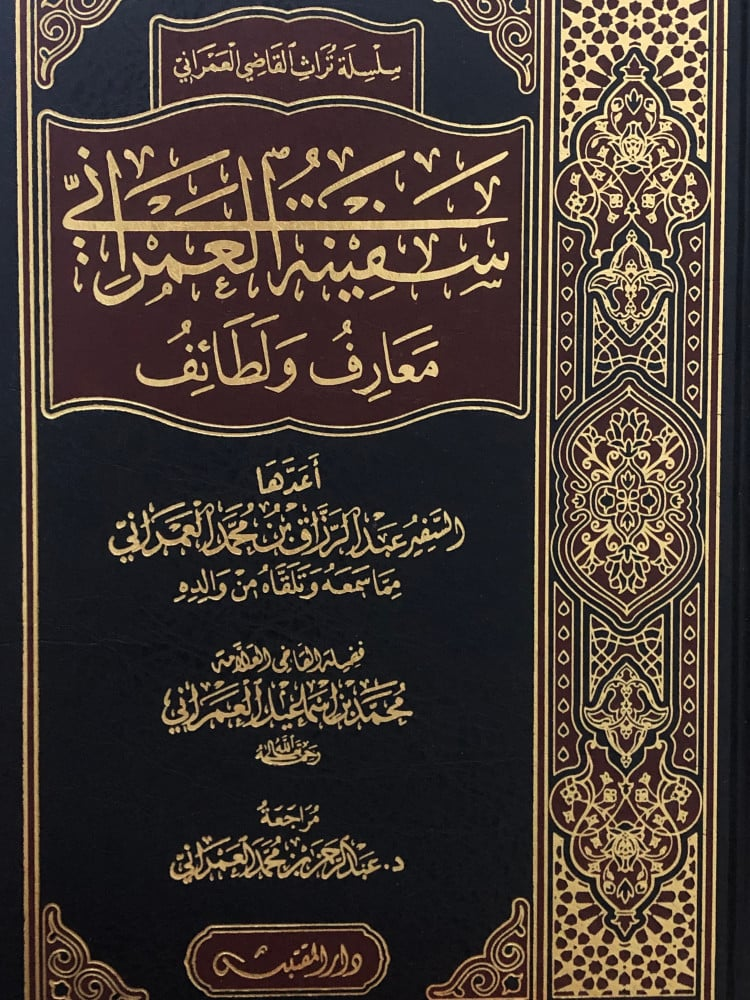
سفينة العمراني الطبعة الثانية 2022

1. اليمنيون في الأردن التاريخ والملامح، إصدار دار الشروق - عمًّان 2008 [2][3]
2. العمل القنصلي في القانون والممارسة - وتطبيقه في الجمهورية اليمنية، إصدار دار النشر للجامعات -صنعاء 2012 [4]
3. سفينة العمراني لطائف ومعارف، الطبعة الأولى دار النشر للجامعات صنعاء 2014 [5]
4. بلغاريا من الزاوية الشرقية، إصدار دار الإفتاء البلغارية - صوفيا 2021 [6]
5. سفينة العمراني معارف ولطائف، الطبعة الثانية (مزيدة ومنقحة) دار المقتبس 2022[7]
6. تأملات في المشترك العربي التركي ، مكتبة الأسرة العربية - استنبول 2023[8][9]
7. رئيس تحرير كتاب الحقيبة الدبلوماسية - تجارب وخواطر دبلوماسيين يمنيين دار النشر للجامعات صنعاء (العدد الأول)